# Beniamin (Costachi)
Beniamin, imię świeckie Vasile Costachi lub Costache (ur. 20 grudnia 1768 w Rosiesti-Falciu, zm. 18 grudnia 1846 w Jassach) – rumuński (mołdawski) biskup prawosławny, metropolita Mołdawii w latach 1803–1842.

## Życiorys
Syn Grigorie'a Costachi i Marii Cantacuzino. Był jednym z pięciorga dzieci. Miał czterech braci, z czego trzech zostało mnichami, i jedną siostrę, schimniszkę i wieloletnią przełożoną monasteru Agapia. Wykształcenie uzyskał w szkole przy monasterze Trzech Świętych Hierarchów w Jassach, następnie przez rok uczył się w szkole przy eparchii Huși. W wieku szesnastu lat złożył wieczyste śluby mnisze i przyjął imię zakonne Beniamin.
W 1788 został wyświęcony na hierodiakona, a rok później – na hieromnicha. Służył w soborze metropolitalnym w Jassach, po czym w 1789 został mianowany przełożonym monasteru św. Spirydiona w Jassach. Cztery lata później przyjął chirotonię biskupią i objął katedrę Huși. Głównym konsekratorem w czasie ceremonii był metropolita Mołdawii Jakub, który opiekował się nim od czasów nauki i udzielał mu kolejnych święceń. Wyjątkowo wczesna chirotonia biskupia Beniamina, który w momencie konsekracji miał 25 lat, była możliwa dzięki jego znakomitemu pochodzeniu. W 1796 biskup Beniamin został przeniesiony na katedrę Roman. W nowej eparchii otworzył szpital, aptekę, dbał również o poziom duchowy i moralny duchowieństwa.
W 1803, po śmierci metropolity Jakuba, został mianowany metropolitą Mołdawii. W tym samym roku utworzył pierwsze w eparchii seminarium duchowne, przy monasterze Sokola, a następnie wysłał dwóch jego słuchaczy, braci Gheorghe'a i Petru Asachis, na studia zagraniczne. W 1805 otworzył szkołę dla mniszek przy monasterze Agapia oraz szkołę psalmistów cerkiewnych w Jassach. Doprowadził do wzniesienia kilkudziesięciu nowych cerkwi, zarówno miejskich, jak i wiejskich, wspierał rozwój klasztorów i budował nowe wspólnoty mnisze. W 1833 rozpoczął budowę monumentalnego soboru katedralnego w Jassach. Pięć lat wcześniej otworzył przy soborze Trzech Świętych Hierarchów szkołę podstawową oraz gimnazjum.
Zajmował się przekładami tekstów Ojców Kościoła i świętych pierwszych wieków chrześcijaństwa na język rumuński, tłumaczył również prace historyczne i żywoty świętych. Założył dwie drukarnie: przy monasterze Trzech Świętych Hierarchów w Jassach oraz przy monasterze Neamț, w których za jego życia wydrukowano ok. 150 ksiąg przetłumaczonych z greki lub języka cerkiewnosłowiańskiego. Sam był autorem siedmiu prac teologicznych. W latach 1808–1812 wycofał się z kierowania eparchią, by skupić się wyłącznie na pracy pisarskiej i tłumaczeniowej.
Przyczynił się do otwarcia Akademii w Jassach, której głównym twórcą był hospodar mołdawski Michał Sturdza. Wspierał również rozwój szkolnictwa rumuńskojęzycznego; do 1834 we wszystkich miastach Mołdawii przy jego udziale powstały szkoły podstawowe. Sprzeciwiał się skierowaniu do Mołdawii biskupa rzymskokatolickiego; zgodził się na utworzenie biskupstwa łacińskiego w Jassach tylko pod warunkiem, że jego administrator nie będzie odbywał wizyt duszpasterskich dłuższych niż 40 dni ani nie będzie nosił tytułu biskupiego. 
W 1842 Michał Sturdza zmusił go do ustąpienia z urzędu po konflikcie na tle sposobu zarządzania majątkami kościelnymi. Wprowadzone przez Sturdzę rozwiązania w tym zakresie (wdrożone w 1844) stanowi wstęp do sekularyzacji mienia kościelnego w Mołdawii. Hierarcha został fałszywie oskarżony o zdefraudowanie majątku Kościoła. Ustąpił z urzędu, być może licząc na to, że w jego obronie wystąpi patriarcha Konstantynopola lub rosyjski Świątobliwy Synod Rządzący. Nic takiego jednak nie nastąpiło. Bezpodstawne były również obawy Michała Sturdzy, który bał się, że zmuszenie popularnego metropolity do odejścia wywoła bunt społeczny.
Metropolita Beniamin osiadł w monasterze Slatina, gdzie kontynuował swoje prace przekładowe i służył w miejscowej cerkwi. Został pochowany na terenie klasztoru według rytu przeznaczonego dla pochówków zwykłych mnichów. W 1886 metropolita mołdawski Józef, który ukończył zainicjowaną przez Beniamina budowę soboru katedralnego w Jassach, polecił przeniesienie jego szczątków do poświęconej katedry.